# Rallye Deutschland 2011
Die 29. Rallye Deutschland war der 9. Lauf zur FIA-Rallye-Weltmeisterschaft 2011. Sie dauert vom 18. bis zum 21. August 2011 und es wurden insgesamt 19 Wertungsprüfungen (WP) absolviert.

## Hintergrund
Vor der Rallye Deutschland führte Sébastien Loeb die Fahrerwertung mit 31 Punkten Vorsprung vor seinem Teamkollegen Sébastien Ogier an. Loeb gewann alle acht Austragungen der Rallye Deutschland, die zuvor als WM-Lauf zur Rallye-Weltmeisterschaft (WRC) ausgetragen wurden. Im Jahr 2011 führten die Wertungsprüfungen über größtenteils asphaltierte Straßen. Nach dem Shakedown am 18. August folgten an den kommenden drei Tagen insgesamt 19 Wertungsprüfungen über 359,59 gewertete Kilometer. Die zurückgelegte Gesamtdistanz einschließlich Verbindungsstrecken betrug 1245,96 Kilometer.
Das Mini-Werksteam setzte zum dritten Mal im Jahr 2011 seine Fahrzeuge ein. Unter den deutschen Teilnehmern befanden sich neben dem SWRC-Stammpiloten Hermann Gassner junior auch einige andere junge Fahrer, welche die Chance bekamen, sich auf internationalem Level zu präsentieren. Aaron Burkart, der Juniorenweltmeister des Jahres 2010, steuerte einen Ford Fiesta RS WRC des Ford-Kundenteams Stobart. Christian Riedemann bekam einen Platz in einem Škoda Fabia S2000 von Volkswagen Motorsport. Felix Herbold gab mit seinem privaten Ford Fiesta S2000 einen Gaststart in der WRC. In der Klasse WRC Academy startete Sepp Wiegand. Insgesamt nahmen 83 Fahrer an der Rallye teil.

## Berichte

### Shakedown (Donnerstag, 18. August)
Im Shakedown fuhr Sébastien Ogier die Bestzeit.

### 1. Tag (Freitag, 19. August)
Der größte Teil des Teilnehmerfeldes, darunter auch die Ford-Werkspiloten, wählten für die drei Wertungsprüfungen am Vormittag des ersten Tages die harten Reifen für trockene Bedingungen aus. Das Citroën-Werksteam rüstete seine Fahrzeuge hingegen mit weichen Reifen aus und setzte zum Teil auch auf die ungewöhnliche Strategie, unterschiedliche Reifenmischungen an beiden Fahrzeugseiten zu montieren. So startete Sébastien Loeb mit je zwei harten und zwei weichen Reifen pro Fahrzeugseite in den Wettbewerb. Da er und Sébastien Ogier die Möglichkeit nutzten je zwei weitere Reservereifen in den Fahrzeugen mitzuführen und diese zwischen den Wertungsprüfungen um zu montieren waren sie in der Lage auf Wetterveränderungen besser zu reagieren. In WP 1 erzielte Jari-Matti Latvala die Bestzeit und setzte sich damit an die Spitze in der Gesamtwertung. Da es aber in der zweiten WP regnete, konnten Loeb und Ogier den Vorteil ihrer weichen Reifen auf nasser Straße ausspielen. Sie distanzierten die Konkurrenz um über eine halbe Minute und sorgten somit für eine Vorentscheidung. In der Gesamtwertung lag nun Ogier knapp vor Loeb in Führung. Als in der dritten WP wieder trockene Bedingungen herrschten, fuhr Loeb die schnellste Zeit und übernahm die Gesamtführung. Etwa auf der Hälfte der Strecke hatte Latvala einem Reifenschaden, der ihn über eine Minute kostete und in der Gesamtwertung zurückwarf.
Nach einer Servicepause standen am Nachmittag die letzten drei Prüfungen des ersten Tages an. An der Spitze lieferten sich Loeb und Ogier weiterhin ein enges Duell, wobei zunächst eine Bestzeit auf das Konto von Ogier und anschließend zwei auf das Konto von Loeb gingen. Loeb lag am Ende des Tages mit 7,4 Sekunden Vorsprung vor seinem Teamkollegen in Führung. Ford-Werkspilot Mikko Hirvonen verlor in WP 4 wegen eines Kontakts mit einer Mauer und eines daraus resultierenden Schadens an der Aufhängung erneut rund eine halbe Minute. Er lag nach dem ersten Tag auf Platz drei in der Gesamtwertung, allerdings schon mit knapp eineinhalb Minuten Rückstand auf die Spitze. Hinter ihm reihte sich das Mini-Cooper-Duo Daniel Sordo und Kris Meeke ein, gefolgt von Citroën-Privatier Petter Solberg. Latvala wurde durch Motorenprobleme im Fiesta, der nur noch auf drei Zylindern lief, und einen weiteren Reifenschaden eingebremst. Er lag in der Gesamtwertung bereits über sechs Minuten zurück.

### 2. Tag (Samstag, 20. August)
Am Morgen des zweiten Tages fuhr Latvala die schnellste Zeit in der siebten Wertungsprüfung. Ogier war auf der folgenden Wertungsprüfung der Schnellste und verkürzte seinen Rückstand auf Loeb in der Gesamtwertung auf 3,8 Sekunden. Zu diesem Zeitpunkt entstanden Spekulationen über eine Teamorder bei Citroën, dass Ogier den Weltmeister wegen des großen Vorsprungs auf die Konkurrenz nicht attackieren solle, um nicht die Doppelführung zu gefährden. Mit einer Bestzeit in WP 9 baute Loeb seinen Vorsprung wieder leicht aus. Im Verfolgerfeld verlor Petter Solberg wegen eines Reifenschadens rund 40 Sekunden. Dadurch fiel er wieder auf den sechsten Platz hinter Meeke zurück, an dem er in WP 7 nach dessen Fahrfehler vorbeigezogen war. Es stand die WP 10 an, die Panzerplatte-Prüfung mit 34,18 Kilometern die längste Prüfung dieser Rallye. Ogier absolvierte diese am schnellsten und schob sich wieder bis auf 4,8 Sekunden an Loeb heran. Hirvonen verlor wegen eines Reifenschadens über eine Minute und musste den dritten Platz in der Gesamtwertung an Sordo abgeben, der knapp 33 Sekunden vor Hirvonen lag.
Am Nachmittag markierte zunächst Ogier die Bestzeit in der Wertungsprüfung 11. In WP 12 konterte Loeb wieder, als Ogier die Anweisung bekam, nicht anzugreifen. Die beiden Teamkollegen trennten anschließend nur 3,4 Sekunden voneinander. Dahinter holte Hirvonen fünf Sekunden auf Sordo auf. Auch WP 13 entschied Loeb für sich. Im Verfolgerfeld waren gleich mehrere Fahrer von Reifenschäden betroffen, darunter erneut Latvala, der endgültig aus den Punkterängen fiel. Auf der anschließenden zweiten Überfahrt der Panzerplatte erwischte es auch den bisherigen Spitzenreiter Loeb. Er verlor durch einen Reifenschaden 1:15 Minuten, was die entscheidende Wende in der Rallye brachte. Die Gesamtwertung führte am Ende des Tages sein Teamkollege Ogier mit 1:11.3 Minuten Vorsprung vor Loeb an.

### 3. Tag (21. August)

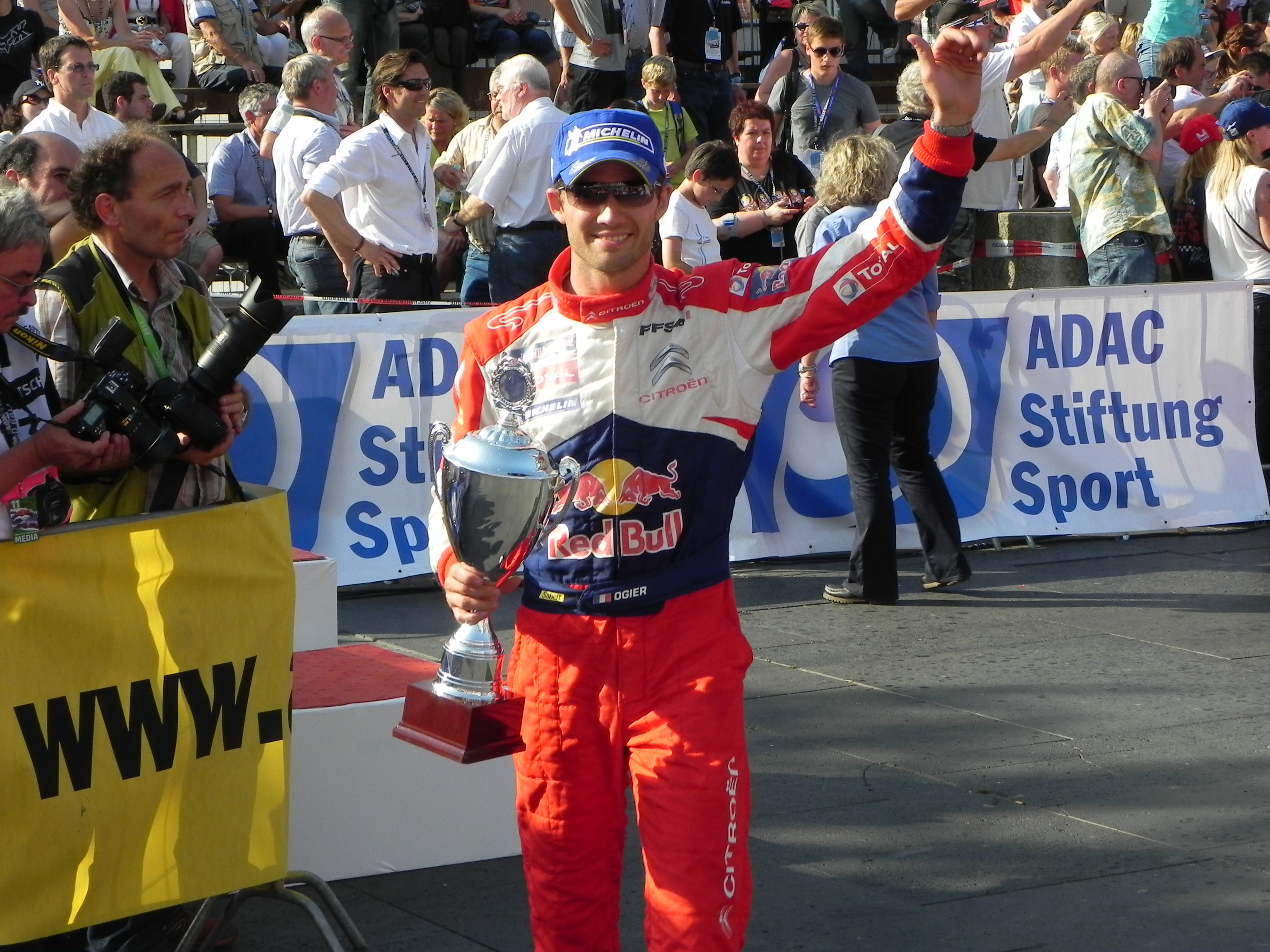
Sébastien Ogier, Sieger der Rallye Deutschland 2011

Am dritten und letzten Tag der Rallye verwaltete Ogier seinen komfortablen Vorsprung. Er schnitt die Kurven nur wenig, um sich keinen Reifenschaden einzuhandeln. Nach den beiden Prüfungen am Morgen hatte Loeb rund 10 Sekunden auf Ogier gutgemacht, sein Rückstand betrug aber immer noch über eine Minute. Die Bestzeiten sicherten sich Hirvonen in der 15. Wertungsprüfung und Latvala in WP 16. Hirvonen schaffte es aber nicht mehr, auf Schlagdistanz zum drittplatzierten Dani Sordo zu kommen. Kris Meeke fiel unterdessen wegen einer Fehlansage seines Beifahrers auf Rang sechs hinter Petter Solberg zurück. In der Mittagspause setzte Regen ein. Auf den nassen Straßen der WP 17 nahm Loeb dem führenden Ogier 15 Sekunden ab. Hirvonen gab nun seine Angriffe auf Sordo auf, da er ohne großes Risiko nicht genügend Zeit auf ihn gutmachen konnte. Loeb markierte in WP 18 erneut die Bestzeit und nahm Ogier weitere vier Sekunden ab. Nun hatte Loeb aber immer noch 41,8 Sekunden Rückstand in der Gesamtwertung. Der bisher sechstplatzierte Meeke war zur Aufgabe gezwungen, nachdem sein Mini die Bordnetzspannung verlor und kurz vor dem Ziel von WP 18 stehenblieb.
Die abschließende Power-Stage, auf dem Circus Maximus in Trier, gewann Loeb mit über zwei Sekunden Vorsprung vor Ogier und Petter Solberg. Ogier siegte in der Gesamtwertung mit 39,8 Sekunden Vorsprung vor seinem Teamkollegen Loeb und erzielte damit auch seinen ersten Sieg bei einer Asphalt-Rallye. Zudem brach Ogier zwei Siegesserien von Loeb, denn er war seit 2002 bei der Rallye Deutschland und seit 2004 bei Asphalt-Rallyes in der WRC ungeschlagen. Nach der Rallye Deutschland führte Loeb mit 25 Punkten Vorsprung vor Ogier die Fahrerwertung an. Platz drei sicherte sich Sordo, der damit den ersten Podestplatz mit dem neuen Mini John Cooper Works WRC einfuhr. Die weiteren Punkteplatzierungen komplettierten Hirvonen, Petter Solberg, Kimi Räikkönen, Henning Solberg, Armindo Araújo, Peter van Merksteijn junior und Dennis Kuipers. Latvala beendete die Rallye nach zahlreichen Problemen nur als 14. Bester Deutscher war Christian Riedemann auf Rang 15. Aaron Burkart erreichte das Ziel nur unter Superally-Bedingungen und wurde als 23. gewertet. Die SWRC-Wertung gewann Ott Tänak vor Nasser Al-Attiyah und Frigyes Turán. In dieser Klasse wurde Hermann Gassner junior als Siebter und Felix Herbold als Neunter gewertet. Im Feld der WRC erreichten insgesamt 48 von 83 gestarteten Fahrern das Ziel. Da für den Rennverlauf der Rallye Deutschland eines der einflussreichsten Faktoren die vielen Reifenschäden waren, stellte Michelin-Manager Jacques Morelli im Nachhinein klar: „Es gab 113 gebrochene Felgen und nur 14 Reifenschäden.“

## Klassifikationen

### Endresultat
| Rang        | Fahrer                      | Beifahrer             | Auto                       | Zeit      | Rückstand | Punkte + Power-Stage |
| WRC         | WRC                         | WRC                   | WRC                        | WRC       | WRC       | WRC                  |
| ----------- | --------------------------- | --------------------- | -------------------------- | --------- | --------- | -------------------- |
| 1           | Sébastien Ogier             | Julien Ingrassia      | Citroën DS3 WRC            | 3:32:15.9 | 00:00.0   | 25 + 2               |
| 2           | Sébastien Loeb              | Daniel Elena          | Citroën DS3 WRC            | 3:32:55.7 | 00:39.8   | 18 + 3               |
| 3           | Daniel Sordo                | Carlos del Barrio     | Mini John Cooper Works WRC | 3:34:11.5 | 01:55.6   | 15                   |
| 4           | Mikko Hirvonen              | Jarmo Lehtinen        | Ford Fiesta RS WRC         | 3:34:59.6 | 02:43.7   | 12                   |
| 5           | Petter Solberg              | Chris Patterson       | Citroën DS3 WRC            | 3:36:03.9 | 03:48.0   | 10 + 1               |
| 6           | Kimi Räikkönen              | Kaj Lindström         | Citroën DS3 WRC            | 3:39:40.5 | 07:24.6   | 8                    |
| 7           | Henning Solberg             | Ilka Minor            | Ford Fiesta RS WRC         | 3:40:01.8 | 07:45.9   | 6                    |
| 8           | Armindo Araújo              | Miguel Ramalho        | Mini John Cooper Works WRC | 3:41:45.7 | 09:29.8   | 4                    |
| 9           | Peter van Merksteijn junior | Erwin Mombaerts       | Citroën DS3 WRC            | 3:42:17.5 | 10:01.6   | 2                    |
| 10          | Dennis Kuipers              | Frédéric Miclotte     | Ford Fiesta RS WRC         | 3:42:24.9 | 10:09.0   | 1                    |
| SWRC        |                             |                       |                            |           |           |                      |
| 1 (12)      | Ott Tänak                   | Kuldar Sikk           | Ford Fiesta S2000          | 3:46:04.8 | 00:00.0   | 25                   |
| 2 (16)      | Nasser Al-Attiyah           | Giovanni Bernacchini  | Ford Fiesta S2000          | 3:51:43.4 | 05:38.6   | 18                   |
| 3 (19)      | Frigyes Turán               | Gábor Zsiros          | Ford Fiesta S2000          | 3:54:08.1 | 08:03.3   | 15                   |
| 4 (20)      | Juho Hänninen               | Mikko Markkula        | Škoda Fabia S2000          | 3:57:41.9 | 11:37.1   | 12                   |
| 5 (22)      | Karl Kruuda                 | Martin Järveoja       | Škoda Fabia S2000          | 4:00:56.6 | 14:51.8   | 10                   |
| 6 (30)      | Martin Prokop               | Jan Tománek           | Ford Fiesta S2000          | 4:12:50.9 | 26:46.1   | 8                    |
| 7 (32)      | Hermann Gassner junior      | Katharina Wüstenhagen | Škoda Fabia S2000          | 4:19:04.2 | 32:59.4   | 6                    |
| 8 (35)      | Bernardo Sousa              | António Costa         | Ford Fiesta S2000          | 4:20:56.7 | 34:51.9   | 4                    |
| 9 (39)      | Felix Herbold               | Michael Kölbach       | Ford Fiesta S2000          | 4:27:00.5 | 40:55.7   | 2                    |
| WRC Academy |                             |                       |                            |           |           |                      |
| 1           | Craig Breen                 | Gareth Roberts        | Ford Fiesta R2             | 3:07:54.0 | 00:00.0   | 25 + 5               |
| 2           | Yeray Lemes                 | Rogelio Peñate        | Ford Fiesta R2             | 3:08:09.1 | 00:15.1   | 18 + 7               |
| 3           | Andrea Crugnola             | Roberto Mometti       | Ford Fiesta R2             | 3:09:37.2 | 01:42.3   | 15                   |
| 4           | José Antonio Suárez         | Cándido Carrera       | Ford Fiesta R2             | 3:09:52.2 | 01:58.2   | 12                   |
| 5           | Jan Černý                   | Pavel Kohout          | Ford Fiesta R2             | 3:10:20.0 | 02:26.0   | 10 + 1               |
| 6           | Fredrik Åhlin               | Bjorn Nilsson         | Ford Fiesta R2             | 3:11:02.5 | 03:08.5   | 8                    |
| 7           | Sepp Wiegand                | Claudia Harloff       | Ford Fiesta R2             | 3:11:49.8 | 03:55.8   | –                    |
| 8           | Egon Kaur                   | Erik Lepikson         | Ford Fiesta R2             | 3:12:21.7 | 04:27.7   | 4                    |
| 9           | Alastair Fisher             | Daniel Barritt        | Ford Fiesta R2             | 3:14:04.3 | 06:10.3   | 2                    |
| 10          | Timo van der Marel          | Erwin Berkhof         | Ford Fiesta R2             | 3:14:27.8 | 06:33.8   | 1                    |

### Wertungsprüfungen
| Tag                                | WP                                 | Name                 | Länge    | Start MESZ         | Gewinner           | Beifahrer          | Auto               | Zeit    | Ø km/h          | Leader             |
| ---------------------------------- | ---------------------------------- | -------------------- | -------- | ------------------ | ------------------ | ------------------ | ------------------ | ------- | --------------- | ------------------ |
| Tag 1 (19. August)                 | WP1                                | Ruwertal / Fell 1    | 24,18 km | 10:13              | Jari-Matti Latvala | Miikka Anttila     | Ford Fiesta RS WRC | 13:57,4 | 103,95          | Jari-Matti Latvala |
| Tag 1 (19. August)                 | WP2                                | Grafschaft Veldenz 1 | 22,47 km | 11:26              | Sébastien Ogier    | Julien Ingrassia   | Citroën DS3 WRC    | 13:18,9 | 101,25          | Sébastien Ogier    |
| Tag 1 (19. August)                 | WP3                                | Moselland 1          | 19,92 km | 12:14              | Sébastien Loeb     | Daniel Elena       | Citroën DS3 WRC    | 12:15,1 | 97,55           | Sébastien Loeb     |
| Tag 1 (19. August)                 | Service Trier, 13:54 Uhr (30 Min.) |                      |          |                    |                    |                    |                    |         |                 | Sébastien Loeb     |
| Tag 1 (19. August)                 | WP4                                | Ruwertal / Fell 2    | 24,18 km | 15:07              | Sébastien Ogier    | Julien Ingrassia   | Citroën DS3 WRC    | 13:50,3 | 104,84          | Sébastien Loeb     |
| Tag 1 (19. August)                 | WP5                                | Grafschaft Veldenz 2 | 22,47 km | 16:20              | Sébastien Loeb     | Daniel Elena       | Citroën DS3 WRC    | 12:51,5 | 104,85          | Sébastien Loeb     |
| Tag 1 (19. August)                 | WP6                                | Moselland 2          | 19,92 km | 17:08              | Sébastien Loeb     | Daniel Elena       | Citroën DS3 WRC    | 12:01,9 | 99,34           | Sébastien Loeb     |
| Tag 1 (19. August)                 | Service Trier, 18:18 Uhr (45 Min.) |                      |          |                    |                    |                    |                    |         |                 | Sébastien Loeb     |
| Tag 2 (20. August)                 |                                    |                      |          |                    |                    |                    |                    |         |                 | Sébastien Loeb     |
| Service Trier, 07:10 Uhr (10 Min.) |                                    |                      |          |                    |                    |                    |                    |         |                 | Sébastien Loeb     |
| WP7                                | Hermeskeil / Gusenburg 1           | 11,37 km             | 08:18    | Jari-Matti Latvala | Miikka Anttila     | Ford Fiesta RS WRC | 06:12,9            | 109,77  |                 | Sébastien Loeb     |
| WP8                                | Bosenberg 1                        | 14,29 km             | 09:31    | Sébastien Ogier    | Julien Ingrassia   | Citroën DS3 WRC    | 08:25,5            | 101,77  |                 | Sébastien Loeb     |
| WP9                                | Birkenfelder Land 1                | 15,23 km             | 10:29    | Sébastien Loeb     | Daniel Elena       | Citroën DS3 WRC    | 08:35,5            | 106,36  |                 | Sébastien Loeb     |
| WP10                               | Arena Panzerplatte 1               | 34,18 km             | 11:02    | Sébastien Ogier    | Julien Ingrassia   | Citroën DS3 WRC    | 19:55,3            | 102,94  |                 | Sébastien Loeb     |
| Service Trier, 13:55 Uhr (30 Min.) |                                    |                      |          |                    |                    |                    |                    |         |                 | Sébastien Loeb     |
| WP11                               | Hermeskeil / Gusenburg 2           | 11,37 km             | 15:18    | Sébastien Ogier    | Julien Ingrassia   | Citroën DS3 WRC    | 06:09,1            | 110,90  |                 | Sébastien Loeb     |
| WP12                               | Bosenberg 2                        | 14,29 km             | 16:31    | Sébastien Loeb     | Daniel Elena       | Citroën DS3 WRC    | 08:23,8            | 102,11  |                 | Sébastien Loeb     |
| WP13                               | Birkenfelder Land 2                | 15,23 km             | 17:29    | Sébastien Loeb     | Daniel Elena       | Citroën DS3 WRC    | 08:36,5            | 106,15  |                 | Sébastien Loeb     |
| WP14                               | Arena Panzerplatte 2               | 34,18 km             | 18:07    | Sébastien Ogier    | Julien Ingrassia   | Citroën DS3 WRC    | 19:49,2            | 103,47  | Sébastien Ogier |                    |
| Service Trier, 20:17 Uhr (45 Min.) |                                    |                      |          |                    |                    |                    |                    |         | Sébastien Ogier |                    |
| Tag 3 (21. August)                 |                                    |                      |          |                    |                    |                    |                    |         | Sébastien Ogier |                    |
| Service Trier, 07:10 Uhr (10 Min.) |                                    |                      |          |                    |                    |                    |                    |         | Sébastien Ogier |                    |
| WP15                               | Dhrontal 1                         | 20,85 km             | 08:13    | Mikko Hirvonen     | Jarmo Lehtinen     | Ford Fiesta RS WRC | 12:17,2            | 101,82  | Sébastien Ogier |                    |
| WP16                               | Moselwein 1                        | 15,12 km             | 08:56    | Jari-Matti Latvala | Miikka Anttila     | Ford Fiesta RS WRC | 09:16,5            | 97,81   | Sébastien Ogier |                    |
| Service Trier, 10:11 Uhr (30 Min.) |                                    |                      |          |                    |                    |                    |                    |         | Sébastien Ogier |                    |
| WP17                               | Dhrontal 2                         | 20,85 km             | 11:29    | Sébastien Loeb     | Daniel Elena       | Citroën DS3 WRC    | 12:32,1            | 99,80   | Sébastien Ogier |                    |
| WP18                               | Moselwein 2                        | 15,12 km             | 12:12    | Sébastien Loeb     | Daniel Elena       | Citroën DS3 WRC    | 09:31,4            | 95,26   | Sébastien Ogier |                    |
| WP19                               | Circus Maximus Trier               | 4,37 km              | 14:11    | Sébastien Loeb     | Daniel Elena       | Citroën DS3 WRC    | 03:17,4            | 79,70   | Sébastien Ogier |                    |
| Service Trier, 14:29 Uhr (10 Min.) |                                    |                      |          |                    |                    |                    |                    |         | Sébastien Ogier |                    |

### Gewinner Wertungsprüfungen
| WP                        | Anzahl | Fahrer             | Auto               |
| ------------------------- | ------ | ------------------ | ------------------ |
| 3, 5, 6, 9, 12, 13, 17–19 | 9      | Sébastien Loeb     | Citroën DS3 WRC    |
| 2, 4, 8, 10, 11, 14       | 6      | Sébastien Ogier    | Citroën DS3 WRC    |
| 1, 7, 16                  | 3      | Jari-Matti Latvala | Ford Fiesta RS WRC |
| 15                        | 1      | Mikko Hirvonen     | Ford Fiesta RS WRC |

### Fahrer-WM nach der Rallye
| Pos. | Fahrer             | Punkte |
| ---- | ------------------ | ------ |
| 1    | Sébastien Loeb     | 192    |
| 2    | Sébastien Ogier    | 167    |
| 3    | Mikko Hirvonen     | 156    |
| 4    | Jari-Matti Latvala | 96     |
| 5    | Petter Solberg     | 94     |

### Team-Weltmeisterschaft
| Pos. | Team               | Punkte |
| ---- | ------------------ | ------ |
| 1    | Citroën WRT        | 333    |
| 2    | Ford WRT           | 242    |
| 3    | Stobart WRT        | 105    |
| 4    | Petter Solberg WRT | 83     |